# Maine Celtics
I Maine Celtics, chiamati in precedenza Maine Red Claws, sono una squadra di pallacanestro di Portland che milita nella NBA G League, il campionato professionistico di sviluppo della National Basketball Association.

## Storia
La squadra ha debuttato nella stagione 2009-10.

## Squadre NBA affiliate
I Maine Celtics sono affiliati alle seguenti squadre NBA: Boston Celtics.

## Record stagione per stagione
| Maine Red Claws |                |                |     |     |      |                                                                    |
| 2009-10         | Eastern        | 4°             | 27  | 23  | 54,0 |                                                                    |
| 2010-11         | Eastern        | 5°             | 18  | 32  | 36,0 |                                                                    |
| 2011-12         | Eastern        | 6°             | 21  | 29  | 42,0 |                                                                    |
| 2012-13         | East           | 3°             | 26  | 24  | 52,0 | perdono 1º turno (Rio Grande Valley)                               |
| 2013-14         | East           | 4°             | 19  | 31  | 38,0 |                                                                    |
| 2014-15         | Atlantic       | 1°             | 35  | 15  | 70,0 | perdono 1º turno (Fort Wayne)                                      |
| 2015-16         | Atlantic       | 1°             | 31  | 19  | 62,0 | perdono 1º turno (Canton)                                          |
| 2016-17         | Atlantic       | 1°             | 29  | 21  | 58,0 | vincono 1º turno (Fort Wayne) 2-1 perdono semifinali (Raptors) 0-2 |
| 2017-18         | Atlantic       | 4°             | 17  | 33  | 34,0 |                                                                    |
| 2018-19         | Atlantic       | 5°             | 19  | 31  | 38,0 |                                                                    |
| 2019-20         | Atlantic       | 1°             | 28  | 14  | 66,7 |                                                                    |
| Regular season  | Regular season | Regular season | 270 | 272 | 48,8 |                                                                    |
| Play-off        | Play-off       | Play-off       | 2   | 9   | 18,2 |                                                                    |